# بن (تانسیلا)
بن شهری در شهرستان تانسیلا در استان بانوا در بورکینافاسوی غربی است و جمعیت آن ۹۰۱ نفر است.